# Bruine landschildpad
De bruine landschildpad (Manouria emys) is een schildpad uit de familie landschildpadden (Testudinidae).
De soort werd voor het eerst wetenschappelijk beschreven door Hermann Schlegel in 1840. De soort behoorde lange tijd tot het geslacht Testudo, waardoor de verouderde wetenschappelijke naam in de literatuur wordt gebruikt.

## Uiterlijke kenmerken
De schildpad bereikt een maximale schildlengte tot 60 centimeter. Het is de grootste Aziatische schildpad. De kleur van het schild is bruin, de hoornplaten zijn enigszins verzonken in het schild. De kop en poten zijn zwart van kleur.

## Verspreiding en habitat
De bruine landschildpad komt voor in delen van Azië, en leeft in de landen Bangladesh, India, Indonesië, Maleisië, Myanmar en Thailand. De habitat bestaat uit tropische bergbossen, de schildpad brengt veel tijd door in holen of tussen de bladeren.

## Ondersoorten
Er worden twee ondersoorten erkend die iets verschillen in uiterlijk en in het verspreidingsgebied.
- Ondersoort Manouria emys emys
- Ondersoort Manouria emys phayrei